# 托德縣 (明尼蘇達州)
托德縣（英語：Todd County）是美國明尼蘇達州中部的一個縣。面積2,536平方公里。根據美國2000年人口普查，共有人口24,426人。縣治朗普雷里 (Long Prairie)。
成立於1855年2月20日，縣名紀念達科他準州國會代表J·B·S·托德 (John Blair Smith Todd)。